# Adam Ledwoń
Adam Ledwoń (Olesno, Polonia, 15 de enero de 1974 - Klagenfurt, Austria, 11 de junio de 2008) fue un futbolista polaco que jugaba en la demarcación de centrocampista, y cuyo último equipo fue el SK Austria Kärnten de la ciudad de Klagenfurt.

## Carrera
Adam Ledwoń nació en Olesno, y a la edad de once años se unió a la plantilla del Odra Opole. Empezó a jugar con el GKS Katowice de su Polonia natal, pasando posteriormente por el Bayer 04 Leverkusen (1997-1999), el Fortuna Colonia (1999–2000), el FK Austria Viena (2000-2003), Admira Wacker Mödling (2003-2005) y el Sturm Graz (2005-2007).
Ledwoń fue convocado a la selección polaca en dieciocho ocasiones, marcando en una única ocasión durante un amistoso ante Georgia.
Ledwoń fue encontrado ahorcado en su vivienda de Klagenfurt por su compañero del SK Austria Kärnten Patrick Wolf el 11 de junio de 2008. Las causas del suicidio siguen siendo desconocidas.